# David Starkey
David Starkey (ur. 3 stycznia 1945 w Kendal) – brytyjski historyk oraz osobowość radiowa i telewizyjna. Jako badacz jest specjalistą w zakresie historii ustroju politycznego Wielkiej Brytanii, a także jednym z najpoczytniejszych autorów piszących o Tudorach. W mediach znany jest jako scenarzysta i prezenter seriali dokumentalnych telewizji Channel 4, jak również wzięty panelista w programach społeczno-kulturalnych.

## Życiorys

### Kariera akademicka
Pochodzi z niezamożnej rodziny z północno-zachodniej Anglii, jego rodzice byli aktywnymi członkami Religijnego Towarzystwa Przyjaciół (kwakrzy). W szkole średniej był wyróżniającym się uczniem, dzięki czemu otrzymał stypendium, które pozwoliło mu studiować w Fitzwilliam College na elitarnym Uniwersytecie Cambridge. Tam został uczniem prof. Geoffreya Eltona, jednego z największych autorytetów w dziedzinie okresu tudorskiego. Pod jego kierunkiem przygotował doktorat, poświęcony wewnętrznym mechanizmom funkcjonowania dworu króla Henryka VIII.
W 1972 przeniósł się na London School of Economics, gdzie wykładał przez kolejne 26 lat. W 1998 uznał, że praca na uczelni przestała być dla niego wystarczająco ciekawa i pobudzająca intelektualnie, wobec czego zrezygnował z etatu profesorskiego. Od tego czasu prowadzi zajęcia dla studentów jedynie jako profesor wizytujący, ostatnio na University of Kent.

#### Wybrane publikacje naukowe i popularnonaukowe
- The Reign of Henry VIII: Personalities and Politics (1986)
- The English Court from the Wars of the Roses to the Civil War (1987)
- Rivals in Power: the Lives and Letters of the Great Tudor Dynasties (1990)
- Henry VIII: A European Court in England (1991)
- Elizabeth: Apprenticeship (2000)
- The Six Wives: The Queens of Henry VIII (2003)
- The Monarchy of England: The Beginnings (2004)
- Monarchy: From the Middle Ages to Modernity (2006)
- Henry: Virtuous Prince (2008)

### Kariera medialna

#### Radio
Począwszy od późnych lat 70. Starkey był częstym gościem programów radiowych i telewizyjnych dotyczących Tudorów, a z czasem również coraz szerszej tematyki historycznej, społecznej i politycznej. W latach 1992–2001 był związany z BBC Radio 4, gdzie należał do stałych komentatorów programu The Moral Maze, w którym znani intelektualiści dyskutują o bieżących wydarzeniach odwołując się do dorobku nauk humanistycznych, a także norm etycznych i moralnych. Dał się tam poznać jako niezwykle wyrazisty dyskutant, nie cofający się przed ostrymi sądami i kontrowersyjnymi wypowiedziami. Jego agresywny styl sprawił, iż gazeta Daily Mail określiła go mianem „najbardziej nieuprzejmego człowieka w Wielkiej Brytanii”. Starkey odpowiadał krytykom, iż jego zachowanie było sztuczną kreacją stworzoną na potrzeby radia, która miała dodać audycji wyrazistości. Jednak przyznał jednocześnie, iż także w życiu prywatnym ma tendencje do zapędzania się w burzliwych dyskusjach.
W latach 1995–1998 był również prezenterem prywatnej stacji Talk Radio UK, gdzie prowadził własne weekendowe pasmo, w którym rozmawiał m.in. z emerytowanymi politykami.

#### Telewizja
W telewizji zadebiutował w 1998 jako prezenter i scenarzysta filmu dokumentalnego o Henryku VIII, dwa lata później wziął udział w podobnej produkcji o Elżbiecie I. W 2001 był autorem wysobudżetowego serialu dokumentalnego The Six Wives of Henry VIII (Sześć żon Henryka VIII). W 2002 podpisał nowy kontrakt z telewizją Channel 4, opiewający na kwotę dwóch milionów funtów, co uczyniło z niego najlepiej opłacanego historyka w Wielkiej Brytanii. W ramach tego wynagrodzenia zobowiązał się napisać i poprowadzić 25 godzin filmów dokumentalnych. Na mocy tej umowy powstały dwa seriale. Pierwszym był liczący 17 odcinków i realizowany przez okres ponad trzech lat serial Monarchy, stanowiący monumentalny przegląd całości dziejów monarchii brytyjskiej od jej powstania aż do czasów współczesnych. Później zrealizowano liczący cztery odcinki serial Henry VIII: The Mind of a Tyrant (Henryk VIII: Umysł tyrana). W 2011 był prezenterem okolicznościowego filmu dokumentalnego poprzedzającego ślub księcia Williama i jego narzeczonej Kate Middleton. W 2012 napisał i prowadził trzyodcinkowy serial Churchillowie, w którym zestawił ze sobą postacie Winstona Churchilla i jego dalekiego przodka 1. księcia Marlborough.
Oprócz filmów dokumentalnych był również zatrudniony przy produkcji serialu historycznego Dynastia Tudorów, gdzie pełnił funkcję konsultanta.

### Odznaczenia
W 2007 został odznaczony Orderem Imperium Brytyjskiego klasy Komandor (CBE) za zasługi dla nauk historycznych.

### Życie prywatne
Starkey jest otwartym gejem oraz działaczem na rzecz praw osób homoseksualnych. Od 1993 jest związany z młodszym od niego o 27 lat ilustratorem i wydawcą książek Jamesem Brownem. Mieszkają wspólnie w domu w Londynie oraz w rezydencji w hrabstwie Kent. Jest honorowym członkiem National Secular Society, organizacji pozarządowej zabiegającej o ścisły rozdział Kościoła od państwa, w szczególności likwidację Kościoła Anglii jako Kościoła państwowego. Jest również bardzo krytyczny wobec Kościoła katolickiego, który nazwał „zepsutym i rozdzieranym zepsuciem”.